# Lisses
Lisses é uma comuna francesa localizada a trinta quilômetros a sudeste de Paris, no departamento de Essonne na região da Ilha de França.
Seus habitantes são chamados Lissois.

## Geografia

### Comunas limítrofes
A cidade de Lisses limita-se ao norte com Courcouronnes, ao noroeste com Bondoufle, ao nordeste com Évry, ao leste com Corbeil-Essonnes, ao sudeste com Villabé, ao sul com Mennecy, ao sudoeste com Écharcon, ao oeste com Vert-le-Grand.

### Transportes
A cidade de Lisses cidade é servida por seis linhas da rede de ônibus Transports intercommunaux Centre Essonne (TICE) :
- as linhas 404, 405, 415, circulam todos os dias;
- a linha 409, circula de segunda-feira a sexta-feira;
- a linha 415, circula de segunda-feira a sexta-feira;
- a linha 416, circula de segunda-feira a sexta-feira.

As linhas 404, 405, 415, 416 são em ligação direta com Évry e a estação RER de Évry-Courcouronnes.

## Toponímia
Liciæ no século X, Lices.
A origem do nome da comuna é pouco conhecido. Uma hipótese é a de que o topônimo Lisses proveria do latim Licia villa, o povoado primitivo sendo desenvolvido a partir do domínio de Licius. Uma outra hipótese é de que o nome de Lisses provindo do nome de origem germânica: Listja, que significa barreira.
A comuna foi criada em 1793 com seu nome atual.

## História
É em 752 que o nome de Lisses apareceu. As terras de Lisses pertenciam então aos senhores e camponeses cultivando as terras clareadas. Por volta do ano 800 a terra de Lisses é anexada para a abadia de Saint-Maur-des-Fossés. É no ano de 998 que se encontra pela primeira vez a menção de Lisses em um texto de doação à abadia sob a autorização de Burchard Conde de Corbeil e bispo de Paris.
Sob Francisco I, a abadia de Saint-Maur-des-Fossés foi secularizada. Suas propriedades foram reunidas ao bispado de Paris em 1598. Pierre de Gondi, bispo de Paris vendeu este senhorio para Martin Langlois já senhor de Beaurepaire, terra sobre a qual ele construiu um dos mais belos castelos da região com jardins projetados por Le Nôtre.
A morte de Martin Langlois, as terras foram dispersas entre os herdeiros e se aguardou o final do século XVII para encontrar reunidas sob o mesmo nome os feudos de Lisses. Em 1699, as terras e senhorio pertenciam a M. Leclerc de Grandmaison. Eles se tornaram em seguida propriedade do senhor. Neyret do Ravoye até 1713, quando João Michau de Montaran comprá-lo a madame de la Vallière. Estas terras são propriedade dos Montaran até 1825. Eles incluem o castelo de Beaurepaire, o feudo e senhorio de Montblin, a fazenda des Plattières, a fazenda des Folies, um público e uma prisão em Lisses, o feudo e senhorio de Marcognet de Champcueil, de Courcouronnes e Bois Briard. Este domínio se enriqueceu em 1713 de Bois Chaland, de Brazeux em 1714 e de Thieux em 1722.
Os recursos de Lissois eram essencialmente frutas, vinho e cereais. Eles trabalhavam a terra, muito pouco para a sua própria conta, mas muito para os senhores. Os mais pobres eram trabalhadores agrícolas, charreteiros, pastores. Os mais ricos eram os 4 agricultores que alugavam as fazendas da Bois Chaland, des Plattières, e Place et des Folies ao senhor de Lisses. Entre os dois, se encontra os vinicultores, artesãos e comerciantes (carroceiros, pedreiros, telhadores, tanoeiros, etc.). Neste momento, a maior preocupação de Lissois era de produzir alimentos suficientes para lutar contra fomes, epidemias e doenças.

## Geminação
Lisses tem desenvolvido associações de geminação com:
- Aue-Fallstein (Alemanha), em alemão Aue-Fallstein, localizada a 706 quilômetros.

## Cultura e patrimônio

### Patrimônio ambiental
Lisses tem sido recompensado com uma flor no concurso das cidades e aldeias em flor. A floresta a leste e a oeste do território têm sido identificados como espaços naturais sensíveis pelo Conselho Geral de Essonne.

### Patrimônio arquitetônico
- A igreja Saint-Germain-et-Saint-Vincent foi inscrita nos monumentos históricos em 17 de fevereiro de 1950[2].
- O Castelo de Montauger, na borda do Essonne, é o remanescente de um castelo maior, reconstruído em 1759-1760 por Jacques Hardouin-Mansard de Sagonne para Gilbert-Jérôme Clautrier, funcionário chefe do Controle Geral das Finanças e redesenhado no meio do século XIX após a sua demolição parcial no início do século. Grade de ferro forjado do desenho do arquiteto. Propriedade departamental desde 2002.

### Personalidades ligadas à comuna
- David Belle
- Sébastien Foucan